# Fight
Fight byla americká heavymetalová hudební skupina, kterou založil v roce 1992 zpěvák Rob Halford po svém odchodu z Judas Priest.

## Historie
V roce 1992 Rob Halford opustil kapelu Judas Priest. Vydal se na sólovou dráhu a založil skupinu Fight. Připojili se k němu kytarista Russ Parrish, kytarista a klávesista Brian Tilse a baskytarista Jack „Jay Jay“ Brown (poslední dva bývalí členové skupiny Cyanide). Bubeníkem byl Scott Travis, který však zároveň zůstal členem Judas Priest.

## Tvorba
Během své tříleté existence skupina vydala dvě studiová alba, War of Words (1993) a A Small Deadly Space (1995). Hráli jako předkapela na turné skupin Pantera, Anthrax, Voivod a Skid Row. V roce 1994 hráli jako předskokan skupiny Metallica na turné Shit Hits the Sheds.
Styl hudby Fight se od předchozí Halfordovy tvorby docela výrazně lišil – kombinoval prvky heavy metalu od Judas Priest a thrash/groovemetalový zvuk, podobný zvuku skupiny Pantera.
V roce 2007 vydal Halford prostřednictvím svého Metal God Entertainment film na DVD s názvem War of Words – The Film.